# Møllebjerg kirkegård
Møllebjerg kirkegård (ty. Friedhof am Mühlenberg) er en kirkegård på 3,9 ha i byen Egernførde (Egernfjord by) i det sydøstlige Sydslesvig i den nordtyske delstat Slesvig-Holsten.
Kirkegården blev anlagt 1827 på en skråning overfor Fuglsang i bydelen Borreby nord for midtbyen. Her havde tidligere stået tre større møller. En bred lindeallé fører frem til kirkegårdens centrale kapel, der er anbragt på kirkegårdens højeste punkt.
På kirkegården findes bl. a. et jødisk mindesmærke for ofrene fra koncentrationslejrene 1945 og danske soldatergrave.

## Galleri
- Lindeallé
- Skråning med udsigt til indrebyen og nor-åbningen
- Allé
- Mindesten for jødiske ofre fra koncentrationslejrene 1945
- Mindesmærke for de danske faldne fra Slaget i Egernførde Fjord (Egernfjord) i april 1849